# خیابان بیکر

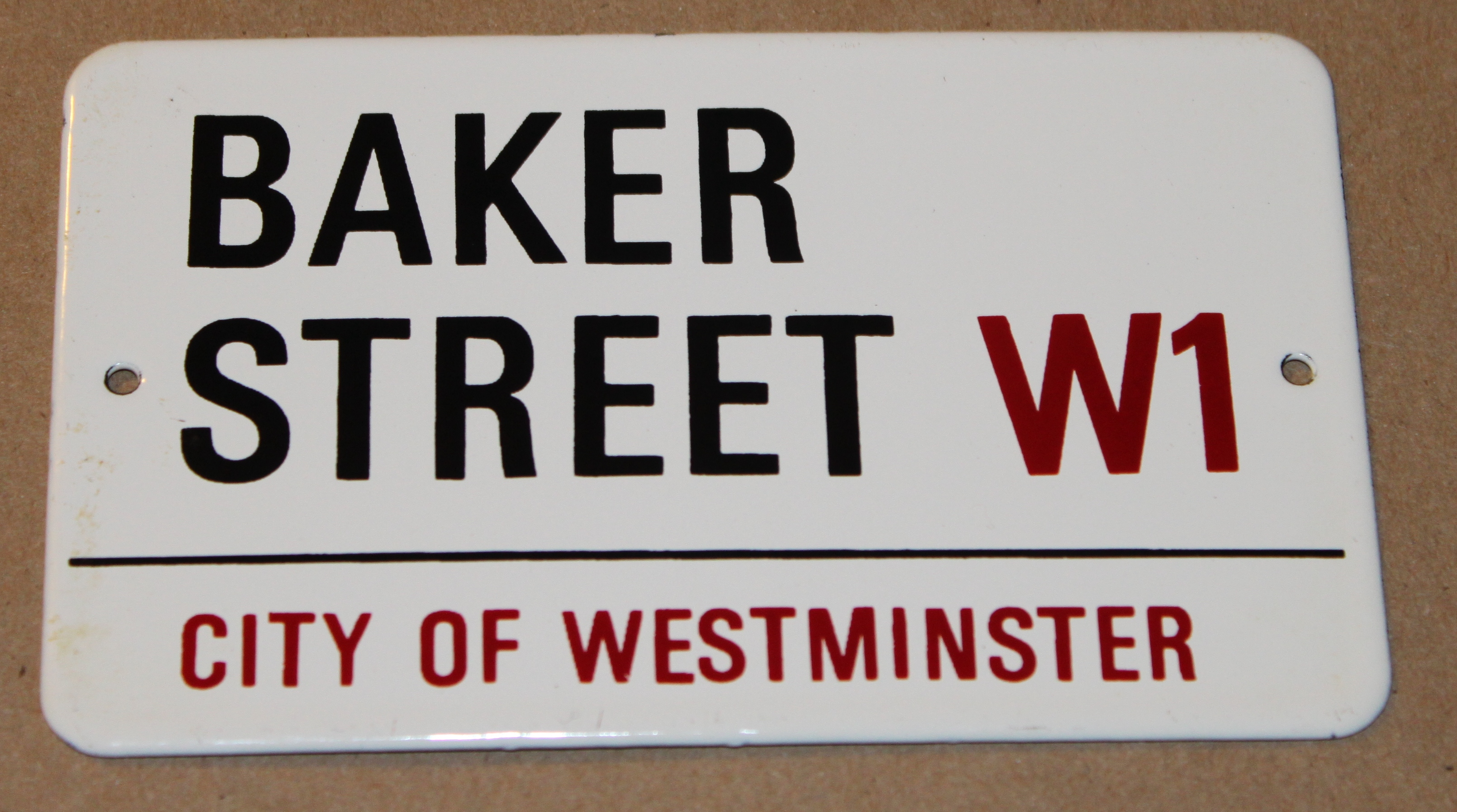

خیابان بیکر (به انگلیسی: Baker Street) نام یکی از خیابان‌های وست‌مینستر در مرکز لندن، پایتخت انگلستان است که بیشتر با داستان‌های کارآگاهی شرلوک هلمز اثر سر آرتور کانن دویل شناخته می‌شود. هلمز در خانهٔ شمارهٔ ۲۲۱ب خیابان بیکر (به انگلیسی: 221B Baker Street) زندگی می‌کرد و از گروهی از کودکان محلی که آنان را «نامنظمان خیابان بیکر» می‌نامید برای کسب اطلاعات استفاده می‌نمود.